# Luminárias
Luminárias est une municipalité brésilienne de l'État du Minas Gerais et la microrégion de Lavras.